# Cannes
Cannes (česká výslovnost [kan], nesklonné) je luxusní letovisko ležící u Azurového pobřeží na jihu Francie v departmentu Alpes-Maritimes a regionu Provence-Alpes-Côte d'Azur.
Historické jádro na hoře Le Suquet je velmi skromné, ale od druhé poloviny 19. století se původně rybářský přístav s 4500 obyvateli změnil na moderní lázně s nově vystavěnými hotely lemujícími promenádu La Croisette.
Od roku 1946 je zde ve Festivalovém paláci každoročně pořádán mezinárodní filmový festival. V letech 1955–1963 nesla velká cena festivalu název Zlatá palma festivalu, vedle níž začala být udělována i Stříbrná palma festivalu. Od roku 1964 se této ceně opět říká Velká mezinárodní cena festivalu v Cannes.

## Geografie
Sousední obce: La Roquette-sur-Siagne, Mougins, Le Cannet, Vallauris a Mandelieu-la-Napoule.

## Vývoj počtu obyvatel
Počet obyvatel

## Osobnosti města
- Victor Cousin (1792–1867), filozof a politik
- Prosper Mérimée (1803–1870), spisovatel
- Alexis de Tocqueville (1805–1859), historik a myslitel
- Louis Blanc (1811–1882), historik a socialistický politik
- Berthold Auerbach (1812–1882), spisovatel
- Léon-Philippe Teisserenc de Bort (1855–1913), meteorolog
- Nikolaj Judenič (1862–1933), ruský generál
- Louis Pastour (1876–1948), malíř
- Waldemar Deonna (1880–1959), archeolog a fotograf
- Charles Vanel (1892–1989), herec
- Gabriel Chevallier (1895–1969), spisovatel
- Klaus Mann (1906–1949), německý spisovatel, dramatik a novinář
- Jacques Monod (1910–1976), biochemik, mikrobiolog a molekulární genetik
- Jean Marais (1913–1998), herec
- Édith Piaf (1915–1963), šansoniérka
- Terence Young (1915–1994), režisér
- Jacques Marin (1919–2001), komik
- Gérard Philipe (1922–1959), herec
- Claude Bolling (1930–2020), jazzový pianista, skladatel a aranžér
- infantka Maria del Pilar, vévodkyně z Badajozu (1936–2020), sestra španělského krále Juana Carlose I.
- Patrick Guallino (* 1943), malíř a sochař
- Zinédine Zidane (* 1972), bývalý fotbalista
- Jennifer Ayache (* 1983), zpěvačka

## Partnerská města
- Acapulco, Mexiko
- Beverly Hills, Spojené státy americké
- Florencie, Itálie
- Gstaad, Švýcarsko
- Kensington a Chelsea, Spojené království
- Khemisset, Maroko
- Kuvajt, Kuvajt
- Madrid, Španělsko
- Moskva, Rusko
- Papeete, Francouzská Polynésie
- Québec, Kanada
- San-ja, Čína
- Šizuoka, Japonsko
- Tel Aviv, Izrael

## Galerie

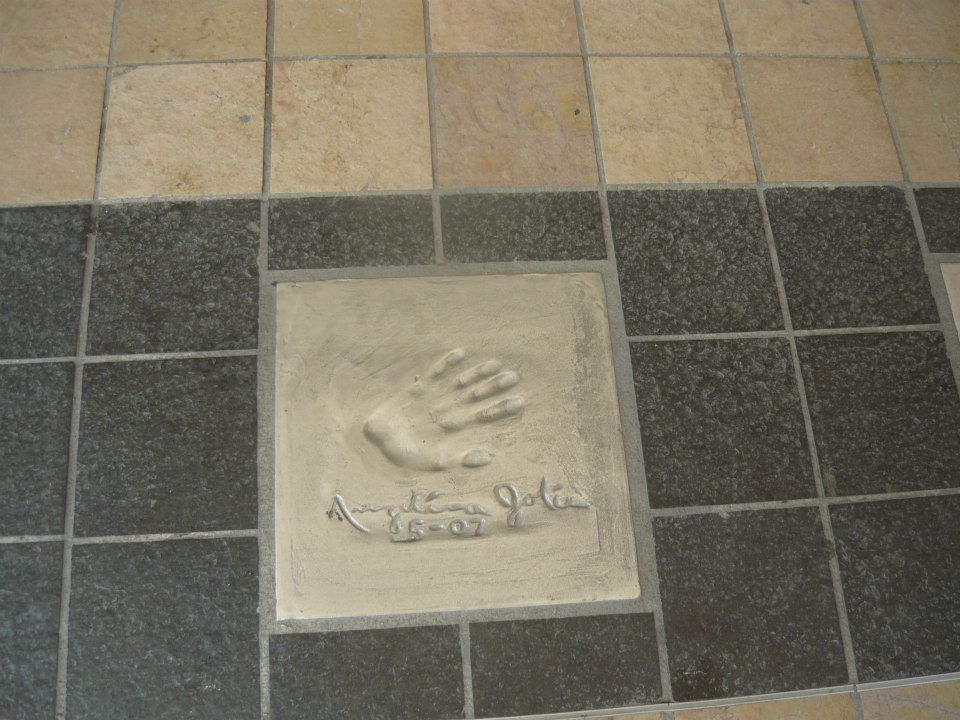
Otisk dlaně Angeliny Jolie
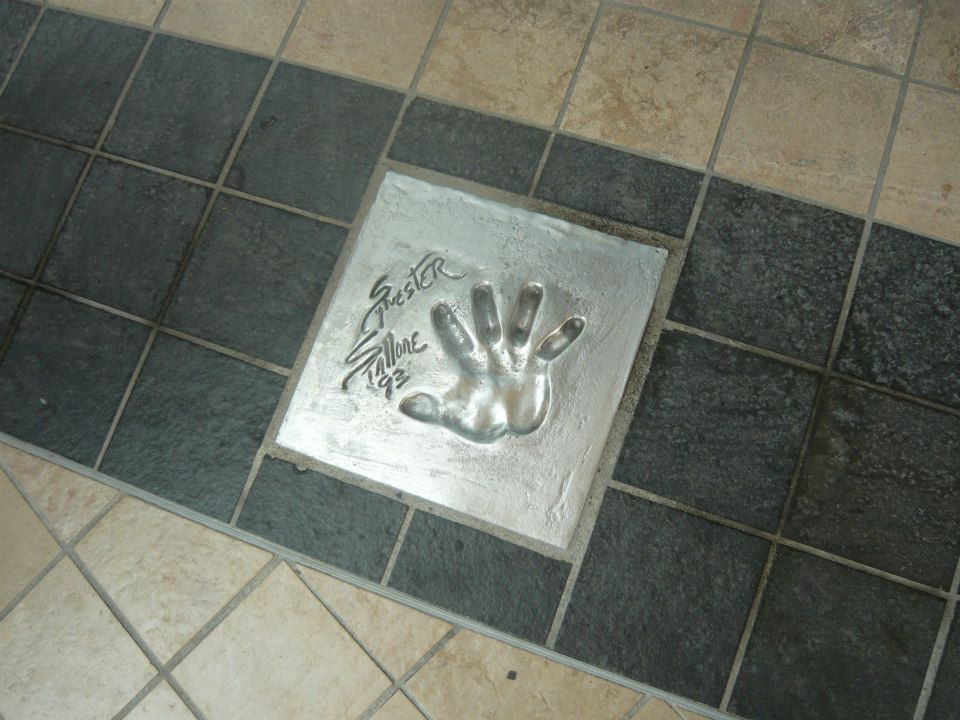
Otisk dlaně Sylvestera Stalloneho
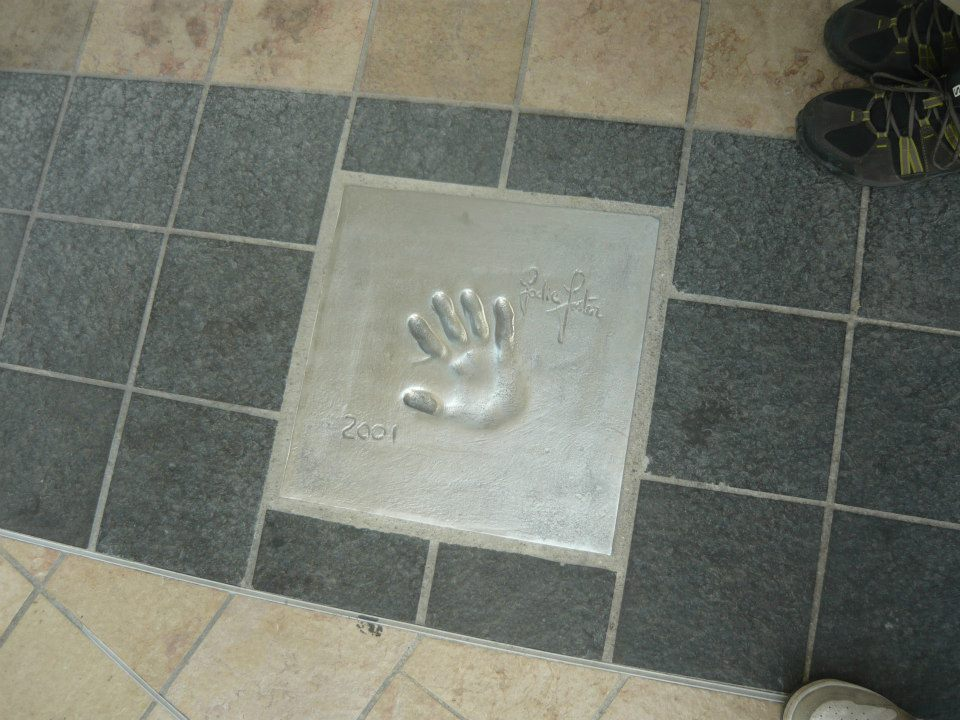
Otisk dlaně Jodie Foster
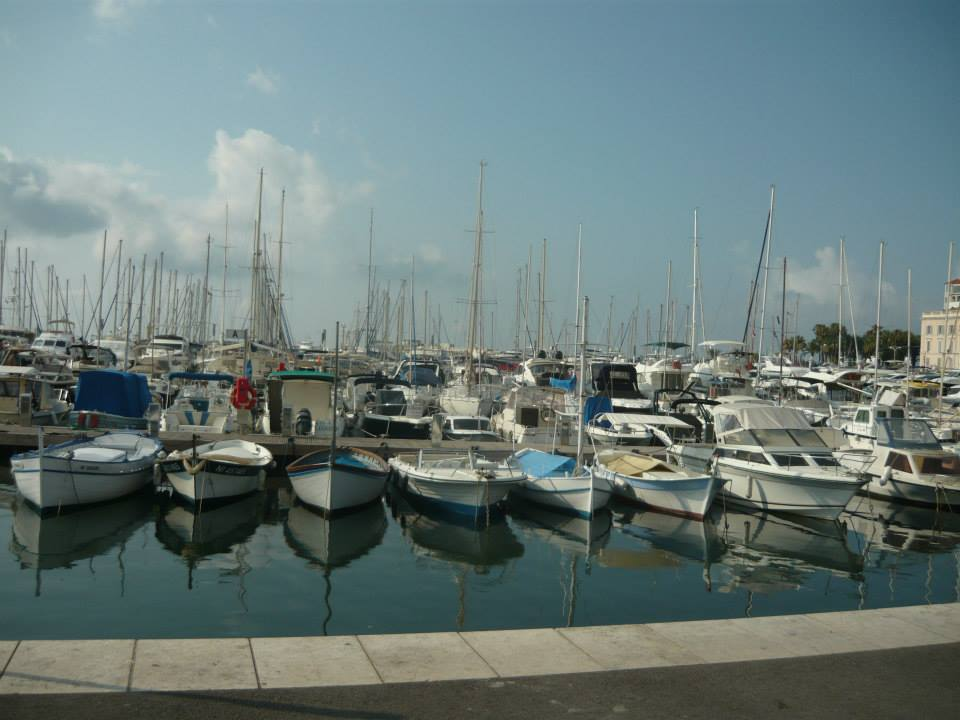
Přístav
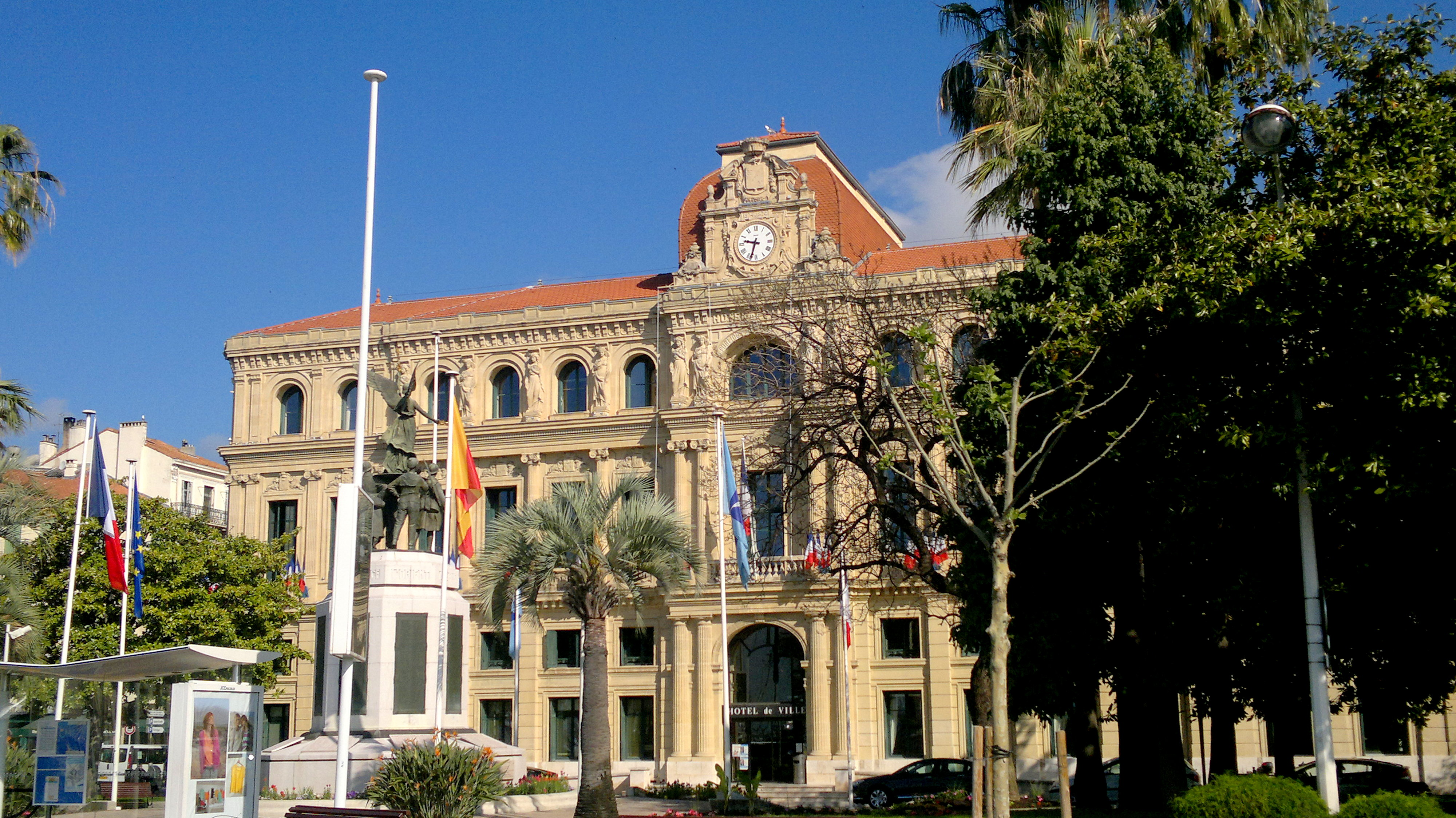
Radnice
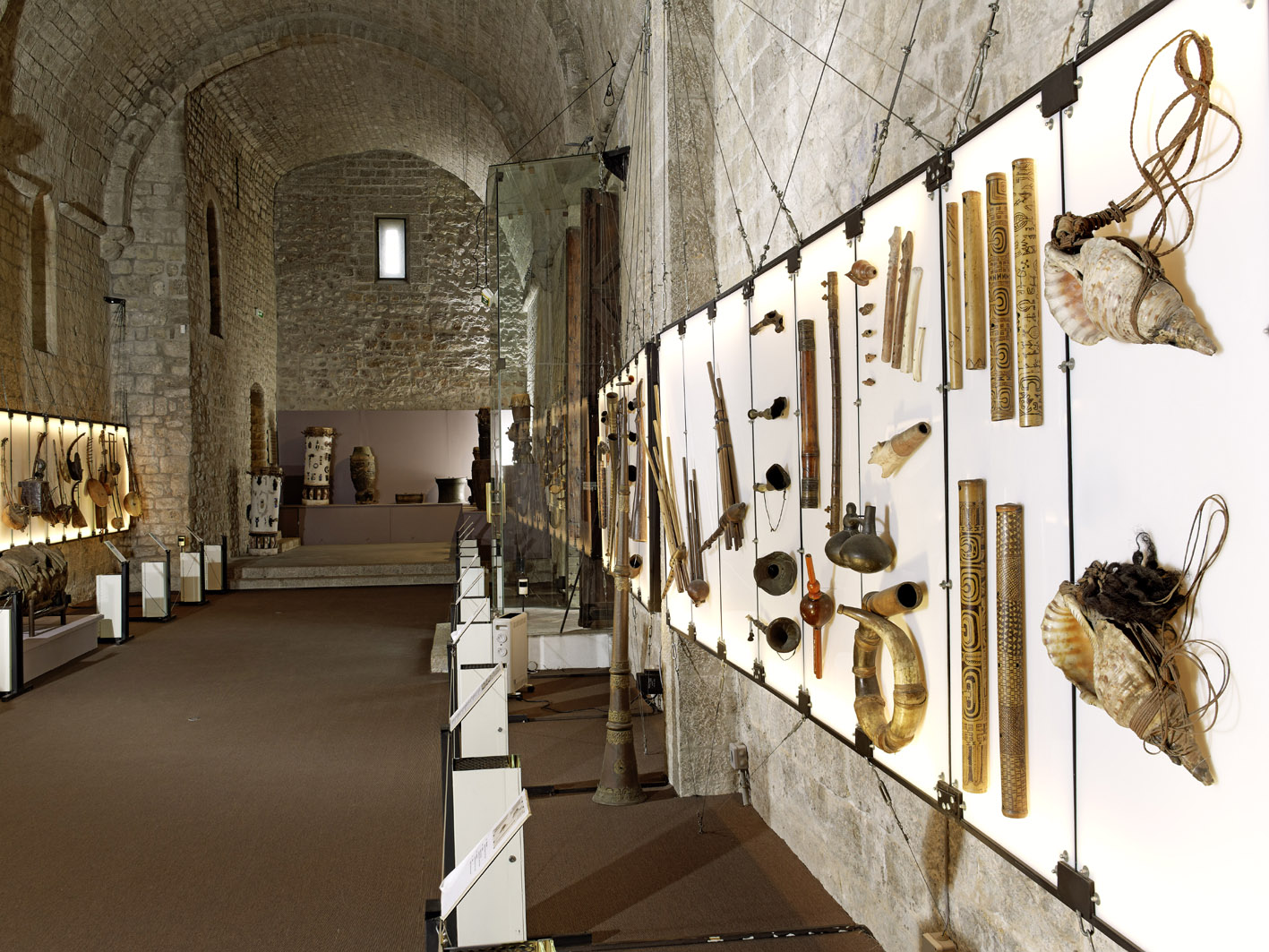
Kaple sv. Anny